# La gran dimissió
La Gran Dimissió (en anglès, "Great Resignation" o "Big Quit") fa referència a la tendència actual que els empleats deixin voluntàriament la seva feina, des de la primavera 2021 fins a l'actualitat, com a reacció a la pandèmia de COVID-19. El terme la Gran dimissió va ser encunyat probablement per Anthony Klotz, un professor d'administració a la Mays Business School de la Universitat de Texas A&M.

## Antecedents
De desembre de 2000 fins l'inici de la pandèmia de COVID-19, l'índex d'abandonament de la feina als Estats Units mai va superar el 2,4% de la població activa. Un índex d'abandonament alt indica que els treballadors confien en que podran trobar feines millor pagades, cosa que acostuma a coincidir amb períodes d'estabilitat econòmica i taxes d'atur baixes (alta ocupació). Per contra, en períodes d'atur elevat, la taxa d'abandonament tendeix a baixar, coincidint amb una caiguda de les contractacions. Per exemple, durant la Gran recessió del 2008, l'índex d'abandonament als EUA es va reduir del 2,0% al 1,3%, mentre les contractacions queien del 3,7% al 2,8%.
A l'inici de la pandèmia de COVID-19, l'índex d'abandonament als EUA va seguir aquest patró. Als mesos de març i abril de 2020 es va arribar a una xifra record de 13,0 i 9,3 milions de treballadors (8,6% i 7,2%) acomiadats, i la taxa d'abandonament va caure al 1,6%, el mínim dels últims set anys. Una gran part dels acomiadaments van afectar les dones, que constitueixen un percentatge molt gran dels sectors més afectats pels confinaments, com el dels serveis i de la cura d'infants.
Tanmateix, a mesura que continuava la pandèmia, un elevat nombre de treballadors han començat a abandonar les seves feines. Això s'ha produït malgrat que la demanda de treballadors és alta i la taxa d'atur també.

## Causes
La pandèmia de COVID-19 ha permès als treballadors replantejar-se la seva carrera, condicions de treball i objectius a llarg termini. Quan les empreses han volgut que els seus treballadors tornessin a treballar presencialment, els treballadors desitjaven mantenir la llibertat de seguir treballant des de casa. Amb el treball telemàtic, també van aconseguir la flexibilitat horària que, segons un estudi de Bankrate d'agost de 2021, és la raó principal per a buscar una nova feina. A més, molts treballadors, especialment en els grups d'edat més joves, cerquen un millor equilibri entre la vida laboral i la personal.

## Impactes

### Europa
És a Alemanya on s'han produït més abandonaments en connexió amb la pandèmia de COVID-19, arribant a un 6,0% dels treballadors. Darrera van el Regne Unit, amb un 2,9% i França, amb un 2,3%.

### Estats Units
L'abril 2021, mentre la taxa de vaccinació s'incrementava, es va dectectar que la Gran Dimissió estava començant als EUA. Aquell mes, és va assolir la xifra record de 4 milions d'estatunidencs que van renunciar a la seva feina. Segons el Work Trend Index 2021 de l'empresa Microsoft, més de 40% de la població activa estava considerant deixar la seva feina durant l'any 2021.
El juny de 2021, uns 3,9 milions d'estatunidencs van deixar les seves feines.

### Canadà
D'acord amb Statistics Canada, 130.000 treballadors van deixar la seva feina durant la pandèmia, amb un major percentatge de dones.

## Anàlisi
Tot i que encara és massa aviat per saber-ne les causes precises i per entendre les conseqüències de la Gran Dimissió, el fenomen comença a ser analitzar per diferents pensadors socials i econòmics, com Mishal Khan, que l’anomena “Un referèndum col·lectiu sobre la crisi i els problemes laborals”, o Paul Krugman, qui parla de la “revolta dels treballadors”. En el context català, el filòsof Josep Ramoneda ha posat de relleu el seu potencial disruptiu, connectant-lo amb l'increment dels totalitarismes, en un article al diari Ara.